# Hans-Christian Schöttler
Hans-Christian Schöttler (* 14. September 1925; † 26. Januar 2012) war ein deutscher Basketballfunktionär und Sportjournalist.

## Leben
Schöttler war Mitglied des SSV Hagen, 1950 stieß auf seine Vermittlung hin der spätere Präsident des Deutschen Basketball-Bundes (DBB), Hans-Joachim Höfig,  zum SSV. Schöttler arbeitete für den Fahrradkettenhersteller Ruberg und Renner als Organisator von Radrennveranstaltungen, zudem war er freiberuflich als Sportberichterstatter tätig. Zudem war er in den 1950er Jahren Organisator von Motocrossrennen, in den 1950er und 1960er Jahren war Schöttler ebenfalls beim Westfälischen Fußballbund als Funktionär tätig.
Als Basketballfunktionär engagierte er sich beim SSV Hagen, im Kreisverband Hagen sowie im Westdeutschen Basketball-Verband (unter anderem als Pressewart). Zum 1. November 1969 übernahm er hauptamtlich die Stelle des Generalsekretärs des Deutschen Basketball-Bundes, zuvor hatte er bereits an der Gründung der Basketball-Bundesliga im Jahr 1966 mitgearbeitet. Als DBB-Delegierter vertrat Schöttler den deutschen Basketball bei Tagungen der FIBA, 1976 wurde er in den Finanzausschuss und 1980 in den Rechtsausschuss des Weltbasketballverbandes gewählt. Als verantwortlicher Redakteur war er hauptverantwortlich für die Erstellung des Buches „Faszination Basketball“ zuständig; der DBB veröffentlichte das Werk 1991 zum 100-jährigen Jubiläum der Erfindung der Sportart. Er war bis 1983 Generalsekretär des Deutschen Basketball Bundes und anschließend als freiberuflicher Sportjournalist im Marketingbereich als Geschäftsführer der Sport Marketing Dortmund GmbH, dann bis 1991 bei B+W Sport Marketing GmbH in Bottrop beschäftigt. Neben dem Basketball war der Radsport sein Fachgebiet als Journalist. Ebenfalls wurde das Werk zum 50. Jahrestag der Gründung des Deutschen Basketball-Bundes hauptsächlich von Schöttler geschrieben.
2008 wurde er vom Westdeutschen Basketball-Verband für sein „außerordentliches Engagement“ geehrt.